# غارث نيكس
غارث نيكس (بالإنجليزية: Garth Nix)‏ (19 يوليو 1963، ملبورن في أستراليا)؛ كاتِب ومؤلِّف، مُتخصِّص في أدب الأطفال وروائي أسترالي. درس في جامعة كانبيرا.

## روابط خارجية
- غارث نيكس على موقع IMDb (الإنجليزية)
- غارث نيكس على موقع ميوزك برينز (الإنجليزية)